# Алиу Сисе
Алиу Сисе (на френски: Aliou Cissé; роден на 24 март 1976 г.) е сенегалски футболен треньор и бивш играч, който е мениджър на националния отбор на Либия. Сисе е най-известен с това, че е капитан на отбора на Сенегал, който достига до финала на Купата на африканските нации през 2002 г. и с това, че е първият мениджър на Сенегал, спечелил турнира през 2022 г., след като достига финал през 2019 г.
Започвайки кариерата си във Франция, той по-късно играе за английските клубове Бирмингам Сити и Портсмут. Сисе е дефанзивен полузащитник, който понякога играе и като централен защитник.
Сисе е главен треньор на Сенегал от 2015 г., след като за кратко поема ръководството им след уволнението на Амара Траоре, в ролята на временно изпълняващ длъжността през 2012 г. Той е и помощник-треньор на отбора до 23 години от 2012 до 2013 г., след което става главен треньор от 2013 до 2015 г.

## Клубна кариера
Роден в Зигиншор, Сенегал, Сисе се мести в Париж на деветгодишна възраст, където израства с мечти да играе за Пари Сен Жермен. Той започва кариерата си с Лил OSC, преди да премине в CS Sedan Ardennes и след това в Paris Saint-Germain. Той също така прекара по-голямата част от сезон 2001 – 02 под наем в Монпелие Еро СК.
След като е капитан на националния отбор на Сенегал до четвъртфиналите на Световното първенство по футбол през 2002 г., Сисе се прехвърля в английския клуб Бирмингам Сити за техния сезон 2002 – 03, техният дебютен сезон във Висшата лига. Сисе прави първата си поява за клуба в Арсенал в първия ден на сезона, но е изгонен. Въпреки че изгонването е отменено, той получава пет жълти картона в шест мача, като в крайна сметка натрупва десет жълти картона преди Нова година. Неговият сезон обаче е прекъснат, след като получава контузия през февруари, която го изважда от игра до края на сезона.
Сисе се завръща късно към предсезонната подготовка през юли 2003 г., което кара водещия мениджър Стив Брус да го постави в трансферния списък. Сисе в крайна сметка се връща в снимката на първия отбор, но отношенията му с Брус продължават да се влошават. След Коледа Сисе изиграва само още три мача през този сезон. В края на сезона той подписва с Портсмут за £300 000 с двугодишен договор, въпреки силната трансферна връзка със съперниците от Премиършип Болтън Уондърърс. Трансферът в крайна сметка е един от няколкото, включени в доклада на Стивънс, публикуван през юни 2007 г., който изразява опасения за корупция в английския футбол. По отношение на Сисе в доклада се казва: „Агент Уили МакКей действаше за Портсмут при трансфера на Сисе и [...] запитването не е готово да разреши тези трансфери на този етап.“
След две години в Портсмут, Сисе се завръща в CS Sedan през ноември 2006 г., след като преминава двуседмичен опит. След това подписва за френската Лига 2 от страната на Ним Олимпик от CS Sedan през септември 2008 г. Сисе изиграва седем мача през сезон 2008 – 09 преди да се оттегли от клубния футбол на 33-годишна възраст.

## Международна кариера
Сисе е капитан на националния отбор на Сенегал на Световното първенство по футбол през 2002 г. След победа с 1 – 0 над действащия световен шампион Франция в първия мач, отборът стига чак до четвъртфиналите, където губи с 1 – 0 от Турция. Сисе също е част от отбора на Сенегал, който е подгласник на Купата на африканските нации през 2002 г., но е един от играчите, които пропускат дузпа по време на дузпите на финала, когато губят от Камерун.